# Adam Poniński (zm. 1816)
Adam Poniński herbu Łodzia (ur. 1758 lub 1759, zm. 1816) – książę, poseł na sejm grodzieński, kawaler orderu Virtuti Militari, uczestnik wojny polsko-rosyjskiej 1792 i insurekcji kościuszkowskiej, komandor maltański (w zakonie od 1786 roku).

## Życiorys
Syn marszałka sejmu rozbiorowego Adama Ponińskiego i Józefy Lubomirskiej.
Służył w 1 Małopolskiej Brygadzie Kawalerii Narodowej. W randze rotmistrza uczestniczył w kampanii 1792 podczas której został odznaczony Krzyżem Wojskowym „Virtuti Militari”. 18 sierpnia awansował do stopnia majora. Po zwycięstwie targowiczan podał się do dymisji. Otrzymawszy dymisję opuścił brygadę.
W 1794 aktywnie włączył się do insurekcji. Walczył w bitwie pod Racławicami, gdzie wyróżnił się i został ranny. Organizator i dowódca pułku strzelców pieszych. 21 kwietnia awansował na generała majora z nominacją na dowódcę 7 Dywizji – operował w Lubelskiem. Odznaczył się pod Szczekocinami, i w obronie Warszawy. Za potyczkę z Austriakami pod Józefowem otrzymał od Kościuszki złotą obrączkę. Wskutek spóźnienia rozkazów nie zdołał na czas dotrzeć na pole walki bitwy pod Maciejowicami, za co był niesłusznie podejrzewany o zdradę i celowe spóźnienie oraz obwiniany o klęskę. Bezskutecznie zabiegał o wyjaśnienie sprawy w czasie dogorywającego powstania. Dopiero znacznie później został przez historyków zrehabilitowany. Załamany psychicznie znalazł schronienie na dworze Stanisława Szczęsnego Potockiego w Tulczynie.

## Relacje pamiętnikarskie
We wspomnieniach Teofrast polski (1851) Henryka Rzewuskiego (1791–1866) przedstawiony jako karciarz i szuler uprawiający hazardową grę w faraona wraz ze znanym awanturnikiem Ignacym Chodźkiewiczem.